# Kofoworola Ademola
Oloori Kofoworola "Kofo" Aina Ademola, Lady Ademola MBE, MFR (biệt danh Moore; sinh ngày 21 tháng 5 năm 1913, mất vào ngày 15 tháng 5 năm 2002) là một nhà giáo dục Yoruba Nigeria , là chủ tịch đầu tiên của Hội đồng Phụ nữ Quốc gia ở Nigeria và là người đứng đầu tổ chức phụ nữ nước này từ 1958 đến 1964. Cô là người phụ nữ da đen châu Phi đầu tiên lấy bằng từ Đại học Oxford  và cũng là tác giả của những cuốn sách thiếu nhi gây tiếng vang.

## Đời sống
Kofo được sinh ra trong gia đình có truyền thống luật sư ở Ấn Độ Omoba, là Eric Olawolu Moore, một thành viên của một gia đình hoàng gia Egba và vợ Aida Arabella (biệt danh Vaughan), người có dòng dõi từ Scipio Vaughan (người mà cô cũng có tổ tiên Cherokee). Cô là anh em họ đầu tiên của Oyinkan, Lady Abayomi và là cháu gái của Oloori Charlotte Obasa. Cô đã dành một nửa cuộc đời trẻ tuổi của mình ở Lagos và nửa còn lại ở Vương quốc Anh  Ademola được giáo dục tại Trường nữ CMS, Lagos; Đại học Vassar, New York; Cao đẳng Portway, Đọc và, từ 1931 đến 1935, St Hugh's College, Oxford. Cô đã lấy được bằng giáo dục và tiếng Anh từ Đại học Oxford, trong khi tại đây, cô đã viết một cuốn tự truyện dài 21 trang với sự khăng khăng của Margery Perham để thách thức những định kiến của Anh về người châu Phi, cô viết về thời thơ ấu của mình như một sự pha trộn giữa định hướng văn hóa phương Tây và định hướng châu Phi.
Cô đã không báo cáo về sự phân biệt chủng tộc khi còn ở Anh, nhưng bày tỏ sự khó chịu khi "bị coi là một 'curio' hoặc một mẫu vật kỳ lạ của sản phẩm Thiên nhiên, không phải là một con người bình thường" và "nhận xét không hiệu quả về 'sự thông minh tuyệt vời' của chúng tôi có thể nói tiếng Anh và có thể mặc quần áo tiếng Anh ". Ademola trở lại Nigeria vào năm 1935 và được bổ nhiệm làm giáo viên tại trường cao đẳng Queens. Khi ở Lagos, cô đã tham gia vào một số tổ chức phụ nữ như YWCA.
Năm 1939, cô kết hôn với Adetokunbo Ademola, một công chức. Họ có năm đứa con với nhau.  Là vợ của một hoàng tử Yoruba, cô được hưởng phong cách Oloori, nhưng vì chồng cô cũng là một hiệp sĩ, nên đó là Lady Ademola mà cô được biết đến nhiều hơn.
Công việc của chồng cô đưa cả gia đình đến Warri và sau đó là đến Ibadan, và Ademola để thiết lập liên kết với các tổ chức phụ nữ ở cả hai thị trấn này.
Một tiểu sử được ủy quyền của Kofoworola Aina Ademola, Chân dung tiên phong của Gbemi Rosiji, đã được xuất bản năm 1996 tạo được tiếng vang.

## Nghề nghiệp
Khi còn ở Warri cùng chồng, Ademola là thành viên của nhóm văn học nữ và là giáo viên tại Warri College. Khi cô chuyển đến Ibadan, cô bắt đầu vun đắp tình bạn với Elizabeth Adekogbe của Hội đồng Phụ nữ Nigeria và Tanimowo Ogunlesi của Hiệp hội Cải thiện Phụ nữ. Cô là thành viên sau này và là cầu nối liên kết cả hai tổ chức và một vài người khác để thành lập một tổ chức tập thể. Năm 1958, khi Hội đồng Phụ nữ Quốc gia được thành lập, cô được chọn làm Chủ tịch đầu tiên. Là chủ tịcH, cô trở thành thành viên hội đồng quản trị của Hội đồng phụ nữ quốc tế.
Ademola cũng là một nhân viên xã hội, giáo viên và nhà giáo dục, cô đồng sáng lập hai trường: Trường trung học nữ hiện đại ở Lagos và Trường trung học nữ New Era, Lagos. Cô là giám đốc của hội đồng quản trị của Ngân hàng Thống nhất Châu Phi và thư ký của Hội đồng Học bổng Khu vực Tây. Cô cũng viết sách cho trẻ em, nhiều trong số đó có nguồn gốc từ văn hóa dân gian Tây Phi, bao gồm Vợ tham lam và Chiếc thìa ma thuật, Người buôn bán Ojeje và Viên sỏi ma thuật, Tutu và Bầu bí ma thuật, và Rùa và Con kiến thông minh, tất cả đều thuộc "Cuốn sách Mudhut " loạt.
Cô giữ các danh hiệu lãnh đạo của Mojibade of Ake và Lika of Ijemo.

## Sự Công nhận
Cô được bổ nhiệm làm Thành viên của Huân chương Anh năm 1959, nhận giải thưởng từ Nữ hoàng Elizabeth Nữ hoàng Mẹ. Chính phủ của Abubakar Tafawa Balewa đã trao cho cô vinh dự là thành viên của Huân chương Cộng hòa Liên bang.